# Assyriella rechingeri
Assyriella rechingeri is een slakkensoort uit de familie van de Helicidae. De wetenschappelijke naam van de soort is voor het eerst geldig gepubliceerd in 1936 door Fuchs & Kaufel.